# Mayas de Yucatán (baloncesto)
Los Mayas de Yucatán fue un equipo que participó en la Liga Nacional de Baloncesto Profesional con sede en Mérida, Yucatán, México.

## Historia
Los Mayas de Yucatán ingresaron a la LNBP en la temporada 2006, pero abandonaron el circuito tras la finalización de la temporada 2007-2008.[cita requerida]

## Jugadores

### Jugadores destacados
- 'Victor Moguel Solis', jugador tabasqueño nacido en Villahermosa Tabasco, Jugador de baloncesto desde 1979 y su primer evento de basquetbol nacional, fue en 1981, jugador de la primaria, Alfonso Caparroso con el entrenador Ramón Izquierdo Hernández, con quien participó en 2 eventos nacionales posterior a ser ganadores absolutos de la etapa regional, de mla misma manera en la secundaría Federal # 1 Jaime Torres Bodet, fue los 3 años seleccionado estatal con el profesor Jorge J. Nolasco Martínez, tuvo un paso muy breve con el entrenador Jose Olan Pérez como jugador invitado al selectivo estatal participando en 1986 en los juegos nacionales celebrados en Toluca; posteriormente es invitado a la selección estatal juvenil C a celebrarse en Tuxtla Gtz, en 1987, 1988 se incorpora al naciente equipo Olmecas de Tabasco que se corona campeón en la categoría libre estatal, perdiendo solo 1 juego en toda la temporada; de ese modo se erige multicampeón con Olmecas de Tabasco 1992 como campeón invicto en el CIPEBA, luego se incorpora a la UADY en Yucatán con el participó en 4 eventos nacionales de categoría universitaria,... Venados de GyM, Campeón con Mayas y jugador en Montevideo en 2000 en el panamericano de clubes, 3 veces preseleccionado nacional, universitario y 2 en la selección mayor. jugador en la etapa previa a LNBP, actual presidente del CIPEBA.
- Edwin Sánchez, jugador nacido en Tizimín, Yucatán.
- Rodrigo Pérez, jugador nacido en la CDMX. Campeón con Mayas Regional y Nacionalmente en el 2000. Campeón del CIPEBA en 1995, 96, 97 y 98. Jugó 4 temporadas en el CIMEBA siendo Campeón con Tampico en 1997. Jugó 9 temporadas en LNBP y siendo Campeón con Victoria en 2002 y Campeón de Copa con Durango 2006. Seleccionado Nacional por 5 años y representando a México en Premundial, Juegos Centro Americanos y del Caribe, Centrobasket, Juegos de la Buena Voluntad y varias Copas Internacionales. Participó en 2 Panamericanos de Clubes 1997 y 2000 y en la Liga de las Américas en el 2008.
- Víctor Mariscal, seleccionado nacional.
- Manuel Cerecero.
- Jeff Moore, mejor extranjero en México.
- Michael Saulsberry.
- David Crouse.
- David Hinkle.
- Isaac Cardos Sanguino, nacido en Mérida Yucatán,  jugo CIMEBA con las garzas de plata de la universidad de hidalgo, e años en LNBP con mayas de Yucatán, campeones regionales y  campeones en nacional de clubes 2000, participo con mayas representando a México en el panamericano de clubes en Montevideo Uruguay